# DownThemAll!
A DownThemAll! az első beépített letöltésvezérlő a Mozilla Firefoxhoz. Fejlett gyorsítóval rendelkezik, ami akár 400%-os sebességet is biztosíthat, és a letöltések megszakítását majd folytatását is lehetővé teszi. Letölthető vele az adott oldalhoz tartozó valamennyi hivatkozás és fájl, a letöltések szűrhetőek. A DownThemAll! ingyenes, nyílt forráskódú program, a GPL licenc alatt adják ki. Egyaránt támogatja a HTTP és FTP protokollokat.

## Funkciói
- Letölthető az adott oldalhoz tartozó valamennyi hivatkozás és fájl
- Szűrők alkalmazása: a felhasználó eldöntheti, hogy egy adott oldalról csak bizonyos fájlokat (például pdf, png) töltsön le
- Kötegelt átnevezés
- Letöltések leállítása, majd későbbi folytatása

## Referenciák (angol nyelvűek)
- Firefox Add-ons page
- Complete list of features
- Wired review
- lifehacker.com review Archiválva 2007. április 20-i dátummal a Wayback Machine-ben
- Spiegel review
- DTA cited in Download.com's Best Firefox extensions article
- DTA cited in Tucows How Do I Download Many Files From A Web Page At Once? article Archiválva 2007. április 19-i dátummal a Wayback Machine-ben